# Netelia palpalis
Netelia palpalis là một loài tò vò trong họ Ichneumonidae.